# Anaya de Alba
Anaya de Alba é um município da Espanha na província de Salamanca, comunidade autónoma de Castela e Leão, de área 37,04 km² com população de 271 habitantes (2005) e densidade populacional de 7,32 hab./km².

## Demografia
| Variação demográfica do município entre 1991 e 2004 | Variação demográfica do município entre 1991 e 2004 | Variação demográfica do município entre 1991 e 2004 | Variação demográfica do município entre 1991 e 2004 |
| --------------------------------------------------- | --------------------------------------------------- | --------------------------------------------------- | --------------------------------------------------- |
| 1991                                                | 1996                                                | 2001                                                | 2004                                                |
| 367                                                 | 338                                                 | 286                                                 | 283                                                 |